# Beatrix Falkenburská
Beatrix Falkenburská (německy Beatrix von Falkenburg, 1253? – 17. října 1277) byla hraběnka z Cornwallu a královna Svaté říše římské.
Narodila se jako dcera Dětřicha II. z Falkenburgu a Berty, dcery Walrama III. z Monschau. 16. června 1269 se v Kaiserslauternu stala třetí manželkou římskoněmeckého krále Richarda Cornwallského. Beatrix, svými současníky považovaná za „perlu žen“, bylo tehdy okolo patnácti, ženichovi bylo šedesát. Její otec padl v marné snaze o osvobození svého bratra, kolínského arcibiskupa Engelberta z Falkenburgu, a Richard se do mladičké dívky zřejmě zamiloval. Krátce po svatbě se manželé vrátili do Anglie. V dubnu 1272 Richard zemřel, jeho tělo bylo pohřbeno po boku druhé choti v Hailes a srdce nechala Beatrix uložit u minoritů v Oxfordu, kde o pět let později našla poslední odpočinek i ona sama. Od minoritů také pochází vitráž s Beatrix jako donátorkou.